# Aloe eremophila
Aloe eremophila ist eine Pflanzenart der Gattung der Aloen in der Unterfamilie der Affodillgewächse (Asphodeloideae). Das Artepitheton eremophila leitet sich von den griechischen Worten eremos für ‚einsam‘ sowie philos für ‚Freund‘ ab und verweist auf das Habitat der Art.

## Beschreibung

### Vegetative Merkmale
Aloe eremophila wächst stammlos oder mit einem kurzen, niederliegenden Stamm, ist in der Regel einfach und bildet gelegentlich Gruppen von bis zu sechs Rosetten. Die zehn bis 22 deltoid-spitzen Laubblätter bilden Rosetten. Die graugrüne, bräunlich überhauchte Blattspreite ist 35 Zentimeter lang und 10 Zentimeter breit. Die stechenden, dunkelbraunen Zähne am Blattrand sind 4 Millimeter lang und stehen 10 bis 15 Millimeter voneinander entfernt. An der Blattbasis sind sie kleiner und stehen gedrängter beisammen.

### Blütenstände und Blüten

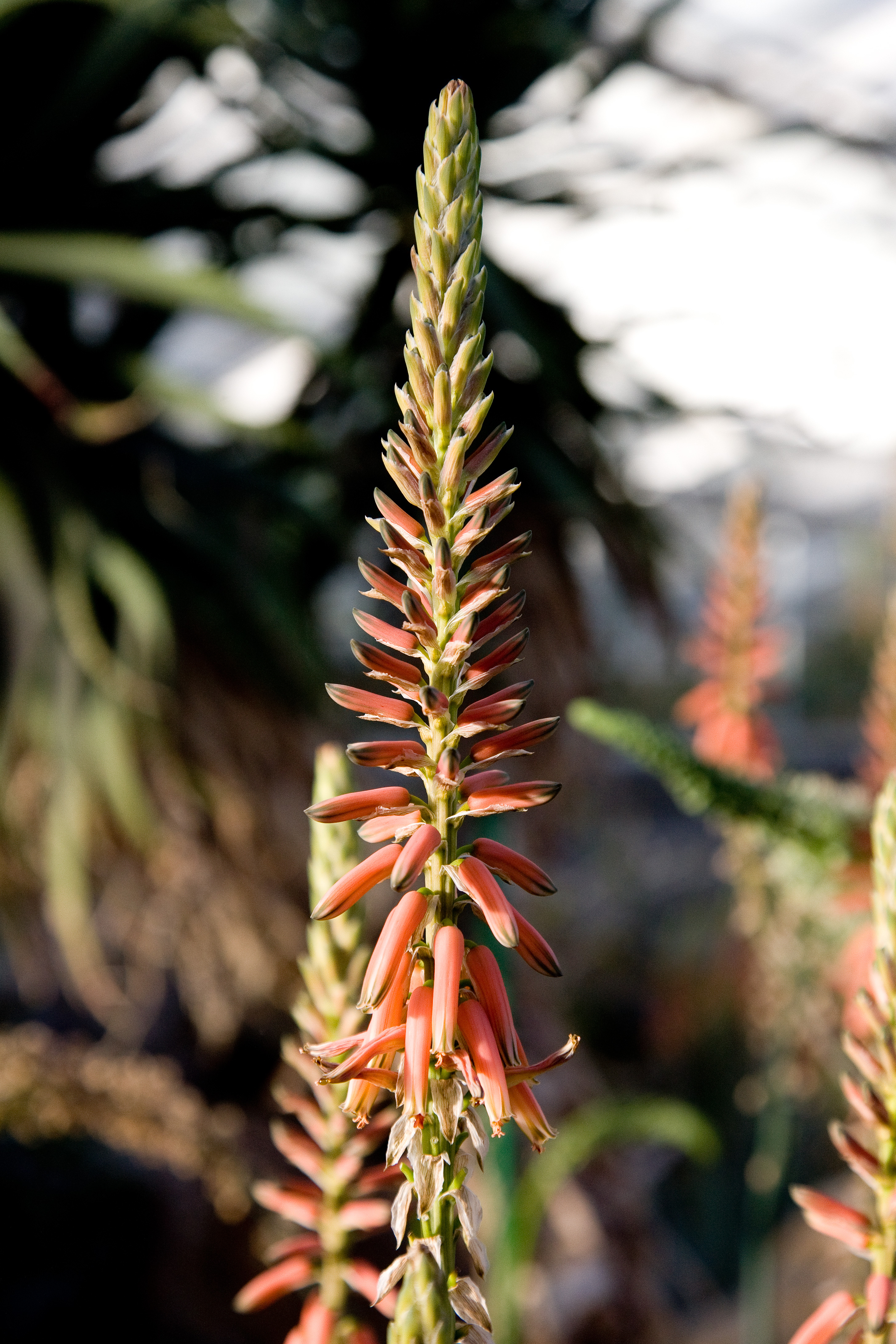
Blütenstand

Der Blütenstand besteht aus drei bis fünf Zweigen und erreicht eine Länge von 40 bis 75 Zentimeter. Die dichten, konisch-zylindrischen Trauben sind bis zu 22 Zentimeter lang und 5 Zentimeter breit. Die deltoiden Brakteen weisen eine Länge von 12 Millimeter auf und sind 5 Millimeter breit. Die scharlachroten Blüten stehen an 7 bis 8 Millimeter langen Blütenstielen. Die Blüten sind 30 Millimeter lang und an ihrer Basis kurz verschmälert. Auf Höhe des Fruchtknotens weisen die Blüten einen Durchmesser von 8 Millimeter auf. Darüber sind sie leicht verengt und zur Mündung nicht erweitert. Ihre äußeren Perigonblätter sind auf einer Länge von 14 Millimetern nicht miteinander verwachsen. Die Staubblätter ragen 4 Millimeter und der Griffel ragt 5 Millimeter aus der Blüte heraus.

## Systematik und Verbreitung
Aloe eremophila ist in Jemen in der Region Hadramaut auf Kalksteinplateaus in Höhen von etwa 1400 Metern verbreitet. 
Die Erstbeschreibung durch John Jacob Lavranos wurde 1965 veröffentlicht.

## Nachweise